# Флаг Яи
Флаг муниципального образования «Яйское городское поселение» Яйского района Кемеровской области Российской Федерации — опознавательно-правовой знак, служащий официальным символом муниципального образования.
Ныне действующий флаг утверждён 27 декабря 2007 года и внесён в Государственный геральдический регистр Российской Федерации с присвоением регистрационного номера 4000.

## Описание
«Флаг представляет собой прямоугольное полотнище с отношением ширины к длине 2:3, состоящее из двух равновеликих горизонтальных полос: жёлтого (вверху) и голубого цвета, в центре которого круг белого цвета диаметром в ? длины полотнища, поверх которого выходящее за его верхний край схематическое изображение ели (в виде трёх треугольников, поставленных один на другой) зелёного цвета».

## Символика
Флаг разработан на основе герба Яйского городского поселения, который языком символов и аллегорий отражает природные, экономические и исторические особенности региона.
Фон флага разделён на две цветовые части: верхняя часть — жёлтая, нижняя часть — лазоревая (голубая, синяя).
Жёлтый цвет — символизирует цвет хлебных колосьев, песчаных карьеров расположенных на территории Яйского городского поселения, а также традиционный символ урожая, богатства стабильности, уважения и интеллекта.
Голубой цвет (лазурь) символизирует — реку Яя, на берегах которой был образован одноименный посёлок Яя.
В центре полотнища располагается изображение спила дерева и ели. Ель символизирует лесное богатство посёлка — символ природы, здоровья, жизненного роста. Спил дерева указывает на историческую особенность промышленного производство на территории посёлка Яя — заготовка и сплав леса по реке Яя.